# Newgate (Jedburgh)

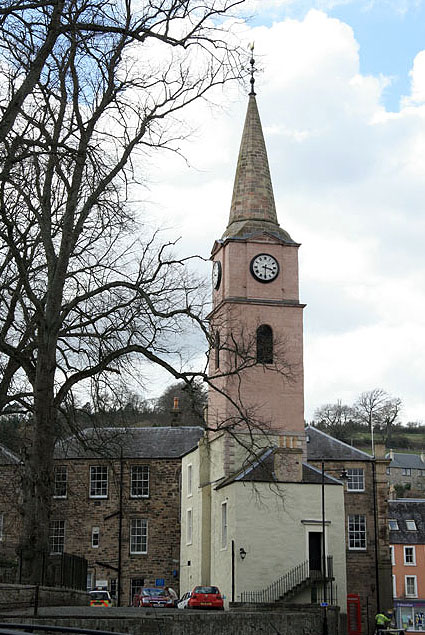
Newgate

Das Newgate ist ein Torhaus in der schottischen Kleinstadt Jedburgh in der Council Area Scottish Borders. 1971 wurde das Bauwerk in die schottischen Denkmallisten in die höchste Denkmalkategorie A aufgenommen.

## Beschreibung
Das Torhaus liegt an der Straße Abbey Place im Zentrum Jedburghs. Es wird davon ausgegangen, dass sich Newgate am Standort eines älteren Torhauses befindet. Hierbei handelte es sich mit hoher Wahrscheinlichkeit um das Torhaus der südlich angrenzenden Klosterruine, der Jedburgh Abbey. Der Bau wurde im Jahre 1755 begonnen, der Turm jedoch erst 1791 vollendet. Die Kosten hierfür übernahm der Politiker Hew Dalrymple, 3. Baronet. Ein älterer Jahresstein mit der Angabe 1720 stammt vermutlich aus einem Vorgängerbauwerk.
Das Mauerwerk des dreistöckigen ist mit cremefarbenem Harl verputzt. Der Torweg schließt mit einem Segmentbogen. Ebenerdig waren einst ein Gerichtssaal sowie Gefängniszellen eingerichtet. Das asymmetrisch aufgebaute Gebäude schließt mit schiefergedeckten Dächern. Markant ist der aufsitzende, rund 37 m hohe Glockenturm. Ungleich dem Torhaus ist sein Mauerwerk nicht verputzt. Allseitig sind Turmuhren eingesetzt. Der abschließende spitze Helm mit Wetterfahne weist einen oktogonalen Grundriss auf. Das Geläut besteht aus drei Glocken, von denen eine aus präreformatorischer Zeit stammt und womöglich dem Kloster entnommen wurde.